# Stenischia wui
Stenischia wui är en loppart som beskrevs av Xie Baoqi et Lia Jiabing 1989. Stenischia wui ingår i släktet Stenischia och familjen mullvadsloppor. Inga underarter finns listade i Catalogue of Life.